# Chad Wackerman

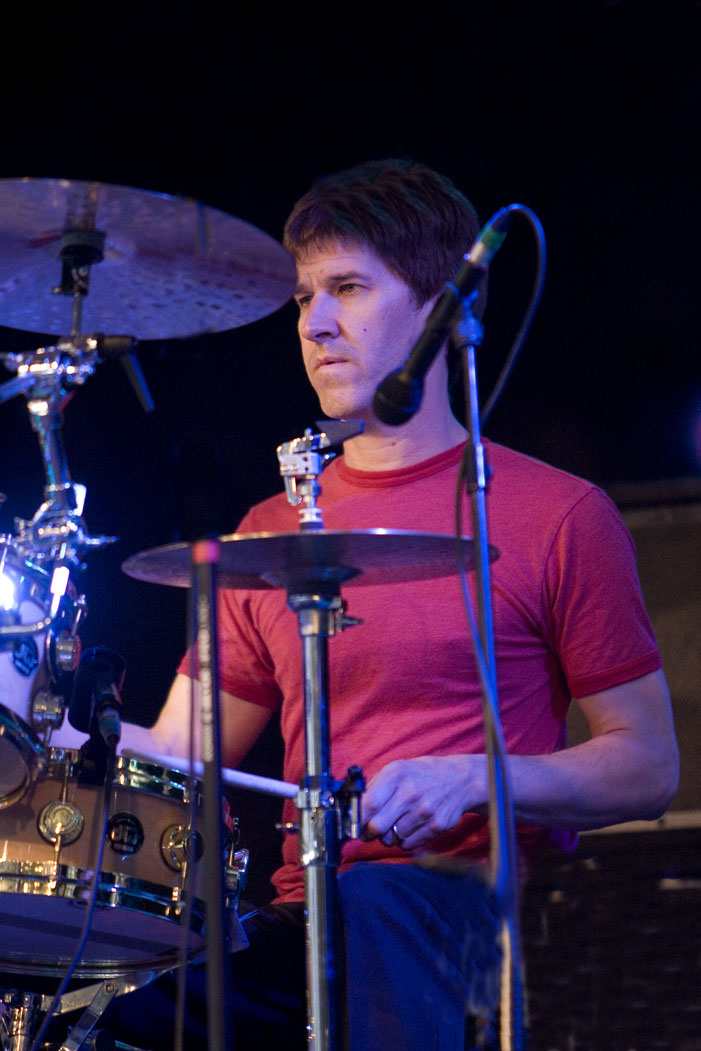
Chad Wackerman auf dem The Hague Jazz Festival 2007

Chad Wackerman (* 25. März 1960 in Long Beach, Kalifornien) ist ein US-amerikanischer Schlagzeuger. Bekannt wurde er in den 1980er Jahren durch seine Zusammenarbeit mit Frank Zappa. Heute arbeitet er als Studio- und Tourneemusiker.

## Werdegang
Wackerman stammt aus einer musikalischen Familie. Die Familie – der Vater Musiklehrer und Schlagzeuger Chuck Wackerman (1930–2022), die Mutter Schlagzeugerin, zwei Brüder Schlagzeuger, darunter Bad-Religion- und Avenged-Sevenfold-Schlagzeuger Brooks Wackerman, ein weiterer Bruder Bassist – schien einen großen Einfluss auf Chad Wackermans musikalischen Weg auszuüben. Im Jahr 1978 wurde der Jazzposaunist Bill Watrous auf ihn aufmerksam, mit dem er seine ersten großen Auftritte hatte.
Ein befreundeter Bassist machte Wackerman im Jahre 1981 darauf aufmerksam, dass Frank Zappa neben einem Bassisten auch einen neuen Schlagzeuger suchte. Wackerman rief Zappa an und bat, bei ihm vorspielen zu dürfen. Nach einem dreitägigen Test, der ihn durch verschiedene Stile der populären Musik führte, erhielt er den Job. Ausschlaggebend dürfte dabei auch seine Notenfestigkeit gewesen sein, die ihm später bei den Aufnahmen für die beiden Alben der musikalisch höchst anspruchsvollen Zappa-Orchesterstücke mit dem London Symphony Orchestra unter der Leitung von Kent Nagano von Nutzen sein sollte.
In den folgenden sieben Jahren engster Zusammenarbeit im Tonstudio und auf weltweiten Tourneen mit Zappa fand Chad Wackerman dennoch die Zeit, weitere Projekte anzugehen. Zum Beispiel mit dem britischen Gitarristen Allan Holdsworth, für den er bis 1998 im Studio und „on the road“ Schlagzeug spielte (es entstanden sechs Alben, unter anderem Road Games und Metal Fatigue). Mit dem erfolgreichen Down-Under-Popensemble Men at Work war er in den Jahren 1985 und 1986 auf Tour. Zu dieser Zeit zog er selbst nach Australien, wo er fortan zehn Jahre lang wohnte.
Chad Wackermans Credits als Studiomusiker weisen Namen auf wie Steve Vai, Andy Summers (ehemals The Police), Albert Lee, Colin Hay oder Barbra Streisand. Als Livedrummer wurde er für Tourneen von James Taylor, John Patitucci, Crusaders-Gründer Joe Sample, Ex-Zappa-Schlagzeuger Terry Bozzio und Steven Wilson gebucht.

## Stil
Chad Wackerman verfügt über ein äußerst variantenreiches Spielvermögen: Er ist ebenso in knallharten Rockgrooves zu Hause wie in leichten und schwebenden Jazzfeelings und beherrscht auch, was dazwischen liegt. Er fühlte sich in den Zappa-typischen durchbrochenen Rhythmen wohl und hatte außerdem ein intuitives Gespür dafür, welche Wendung Zappas Soli als Nächstes nehmen würden. Dazu Zappa-Biograf Barry Miles: „Zu jedem Takt eine perfekte Begleitung.“

## Diskografie (Auswahl)
Soloalben
- Forty Reasons – 1991
- The View – 1993
- Scream – 2000
- Legs Eleven – 2004
- Dreams Nightmares and Improvisations –  2012

Mit anderen Musikern
- Frank Zappa: Ship Arriving Too Late To Save A Drowning Witch – 1982
- Frank Zappa: London Symphony Orchestra, Vol. 1 – 1983
- Frank Zappa: Does Humor Belong In Music?  – 1986
- Frank Zappa: Broadway the hard way  – 1989
- Frank Zappa: The Best Band You Never Heard In Your Life – 1991
- Frank Zappa: Make A Jazz Noise Here – 1991
- Allan Holdsworth: Road Games – 1981
- Allan Holdsworth: Sand – 1987
- Barbra Streisand: One Voice – 1987
- Andy Summers: Charming Snakes – 1990